# 卡米耶·克洛岱爾

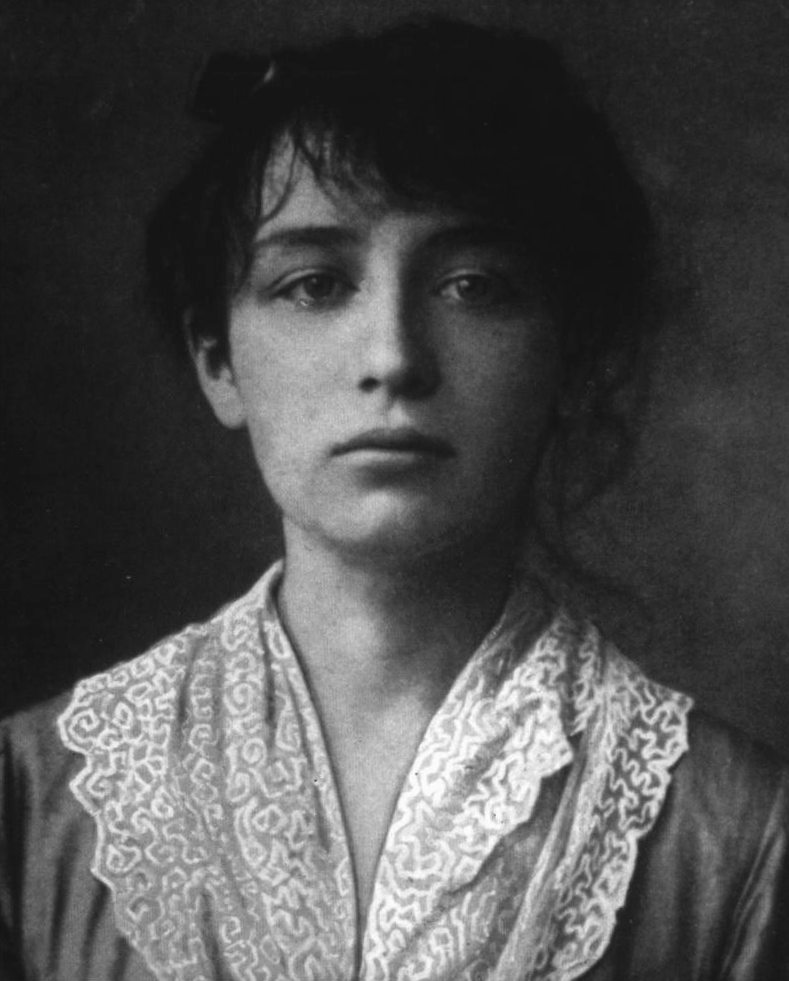
卡蜜儿·克劳黛

卡米耶·克洛岱爾（1864年12月8日—1943年10月19日）是一位法国雕塑家。

## 早年生活
卡米耶·克洛岱爾出生於法國北部埃納省的費爾昂塔德努瓦，是一個農民和仕紳家家族的孩子。 她的父親路易·克洛岱爾（Louis-Prosper Claudel）從事貸款抵押和銀行間的業務往來。她的母親路易斯，來自製作香檳的天主教農民和神父家庭。卡米耶還小的時候，一家人搬到了維勒訥沃敘費爾 。她的弟弟保羅·克洛岱爾於1868年出生於此。隨後，他們分別搬到了巴勒迪克，塞納河畔諾讓和瓦西 。
卡米耶在5到12歲接受了基督教教義姊妹的教育。她在12歲時開始使用塞納河畔諾讓當地的黏土創作，雕塑人形。
她的母親並不贊成卡米耶成為一名藝術家。她的父親則較為支持，並向其鄰居阿爾弗雷德·布歇（Alfred Boucher）舉薦她的作品，以評估她的能力。布歇證實卡米耶是一位有才華的藝術家，並鼓勵她的家人支持她對雕塑的研究。卡米耶於1881年與家人一起搬到巴黎蒙帕納斯地區，她的父親則留在當地工作。

## 師從阿爾弗雷德．布歇
早在青少年時期，卡米耶就對雕塑充滿熱情，開始從事泥塑創作。儘管母親強烈反對，但卡米耶的父親相當支持她。
1881年，卡米耶說服家人搬到巴黎，以讓她取得雕塑事業必要的訓練。她進入位於巴黎第6區的柯拉霍希學院就讀，並與另外三位女性雕塑家，潔西．利普斯柯姆、艾蜜莉．福西特和艾米．辛格，一同租了一間工作室。
在巴黎時，卡米耶在布歇門下學習，但由於布歇在獲得法國沙龍大獎後移居義大利，奧古斯特·羅丹接替了布歇的雕塑課程。因此，卡米耶與羅丹在1882年相遇，並於次年加入羅丹的巴黎工作室。

## 羅丹
卡米耶於1883年開始在羅丹的工作室工作，並且成為了羅丹的靈感泉源之一。她不僅是羅丹的模特、他的知己，也是他的情人。由於羅丹不願切斷與蘿絲‧貝雷(Rose Beuret （页面存档备份，存于）)長達20年的關係，卡米耶從未與羅丹同居過。
卡米耶與羅丹私通的事攪亂了克勞岱爾一家，特別是卡米耶的母親。她的母親本來就因為卡米耶不是男孩而厭惡她，也從未認同她從事藝術。因此，卡米耶被迫離開原生家庭。
1891年，卡米耶成為了法國國家美術協會的成員，這個協會在當時據說是個「都是男生」的俱樂部。
1892年，卡米耶經歷流產後，結束了與羅丹的親密關係，即便如此，直到1898年，卡米耶和羅丹都有定期見面。
勒‧柯奈克和蒲樂克稱，在兩位雕塑家的肉體關係結束後，卡米耶無法獲得資金去實現她諸多大膽的想法──而這都是因為以性別為基礎的審查機制，以及她作品中的性元素。因此卡米耶不是須要依賴羅丹，就是得和他合作、看他在法國雕塑界獲得極大的讚譽、獨占鰲頭。尤其是在她所親近且富有的父親逝世，不支持卡米耶生活方式的母親與弟弟掌管家庭財務，讓她衣衫襤褸遊蕩街頭後，她在經濟上依賴著羅丹。
卡米耶的名聲得以流傳，並非因為眾人皆知的她與羅丹間的關聯，而是因為她本身的作品。法國小說家與藝術評論家奧克塔夫·米爾博形容她是「一種反自然的存在：一個女天才」。
她早期的作品神韻與羅丹相像，卻又呈現了自己獨有的想像力與抒情性，特別是從她的作品《華爾滋》中可以看出。
卡米耶的瑪瑙和銅製小尺寸作品《浪潮》，是她有意識地在風格上從羅丹時期的突破。

## 《成熟》及其他作品
1899年在羅丹第一次見到卡米耶的作品《成熟》後，他既震驚又生氣，並立即停止他對卡米耶的資助。根據艾拉．克勞斯，羅丹可能對藝術部施加壓力使之取消卡米耶青銅雕塑委託的資金。
《成熟》常被詮釋為象徵人生中的三個階段：代表成熟的男人被攬進象徵老年和死亡的年長女性之手，同時象徵青春的年輕女子試圖拯救他。卡米耶的弟弟將這件作品視為她與羅丹分手的暗示。
1888年的《薩昆塔拉》被安吉羅．卡蘭法形容為展現卡米耶渴望獲得神聖的願望，這是她擺脫羅丹的限制，終生追求其藝術認同的成果。卡蘭法表示卡米耶認為羅丹欺騙和利用她這件事並不是全無根據的。因為她沒有如羅丹所想的那般服從於他且符合社會對女性的期望。因此《薩昆塔拉》可以說是清楚的表現出了她孤獨的存在和內在的追尋。

## 延伸阅读
- Odile Ayral-Clause, Camille Claudel: sa vie, Paris, Hazan, 2008.
- Dominique Bona, Camille et Paul : la passion Claudel, Paris, Grasset, 2006 ISBN 2246706610.
- Jacques Cassar, Dossier Camille Claudel, (lettres, documents, articles de presse parus à son époque), Paris, Librairie Séguier/Archimbaud, 1987.
- Anne Delbée, Une femme, Paris, Presses de la Renaissance, 1982.
- Michèle Desbordes, La robe bleue, Verdier, 2004
- Michel Deveaux, Camille Claudel à Montdevergues, L'Harmattan, 2012.
- Pablo Jimenez Burillo et coll., Camille Claudel 1864-1943, Paris, Gallimard, 2008.
- Paola Ferrantelli, Camille Claudel (L'idolo eterno), (pièce de théâtre italienne), Irradiazioni, 2007.
- Ingrid Goddeeris, « D'une découverte à l'autre : la précieuse collection d'autographes de Léon Gauchez et les 36 lettres inédites de Camille Claudel », in In monte artium, no 5 : tiré à part, 2012.
- Florence de la Guérivière, La main de Rodin, (roman), Paris, Séguier, 2009.
- Antoinette Lenormand-Romain, Camille Claudel et Rodin: la rencontre de deux destins, Paris, Hazan, 2005.
- Véronique Mattiussi, Mireille Rosambert-Tissier, Camille Claudel, itinéraire d'une insoumise. Idées reçues sur la femme et l'artiste, Éditions Le Cavalier Bleu, 2014
- Jean-Paul Morel, Camille Claudel. Une mise au tombeau, Bruxelles, Les Impressions Nouvelles, 2009 ISBN 9782874490743.
- Claude Pérez, L'Ombre double, Montpellier, Fata Morgana, 2007.
- Hélène Pinet et Reine-Marie Paris, Camille Claudel, le génie est comme un miroir, Paris, Gallimard, 2003.
- Reine-Marie Paris, Camille Claudel, 1864-1943, Paris, Gallimard, 1984 ISBN 2-07-011075-3
- Reine-Marie Paris, Chère Camille Claudel, éditions Economica 2012, ISBN 978 2 7178 6440 3
- Anne Rivière, L'Interdite. Camille Claudel 1864 - 1943, Paris, Éditions Tierce, 1983.
- Anne Rivière, Bruno Gaudichon et Danielle Ghanassia, Camille Claudel, Bibliographie, Catalogue Raisonné, Adam Biro, Paris 1996
- Anne Rivière et Bruno Gaudichon, Camille Claude l: correspondance, Paris, Gallimard, 2008.